# Atajate
Atajate è un comune spagnolo di 154 abitanti situato nella comunità autonoma dell'Andalusia.